# Barra Bonita (São Paulo)
Barra Bonita – miasto i gmina w Brazylii, w stanie São Paulo. Znajduje się w mezoregionie Bauru i mikroregionie Jaú.